# Nordin Jackers
Nordin Jackers, né le 5 septembre 1997 à Veldwezelt en Belgique, est un footballeur belge qui joue au poste de gardien de but au Club Bruges KV.

## Biographie

### En club

#### KRC Genk
Issu du centre de formation du KRC Genk et promu en équipe première en 2014. S'il prend place sur le banc à quelques reprises pendant les trois premières saisons, il doit cependant attendre le 9 décembre 2016 avant de faire ses débuts sous le maillot genkois, lors des phases de poules de la Ligue Europa contre l'US Sassuolo (victoire 0-2).
Le 24 janvier 2017, Jackers fait ses débuts en Division 1A avec son club formateur contre le KV Courtrai, en remplaçant Marco Bizot à la 11e minute de jeu (victoire 3-0).
En juin 2018, Jackers prolonge son contrat avec le KRC Genk jusqu'en 2021. L'année suivante, il devient champion de Belgique avec le club limbourgeois.

#### Waasland-Beveren
Le 2 septembre 2019, il est prêté avec option d'achat pour une saison à Waasland-Beveren. Il s'impose sans équivoque comme titulaire et les Waeslandiens lèvent l'option d'achat en septembre 2020.
Malgré la relégation du club en Challenger Pro League, Jackers reste fidèle à Beveren et signe un nouveau contrat en juillet 2021. Il dispute une très bonne saison dans l'antichambre de l'élite et devient qui plus est capitaine de l'équipe.

#### OH Louvain et prêt au Club Bruges KV
En mai 2022, il revient dans l'élite et signe un contrat de trois ans à OH Louvain, où il endosse le rôle de doublure du gardien titulaire, le Roumain Valentin Cojocaru. Lors de la saison 2022-2023, il ne dispute qu'une seule rencontre avec les espoirs du club en Nationale 1, face au Patro Eisden Maasmechelen.
Le 1er août 2023, il est prêté au Club Bruges KV pour toute la saison. En phase régulière, il joue trois rencontres de Conference League avec les Brugeois. Il termine la saison en tant que titulaire lors des Champions Play-offs de Jupiler Pro League, à la suite de la blessure à l'ischio de Simon Mignolet.

### En sélections nationales
Il joue son premier match avec les espoirs le 27 mars 2017, contre Malte, lors des éliminatoires de l'Euro espoirs 2019 (victoire 2-1). Par la suite, en 2019, il participe à la phase finale du championnat d'Europe espoirs organisé en Italie.

## Statistiques

### En club
| Saison                | Club                    | Championnat           | Championnat | Championnat | Coupe(s) nationale(s) | Coupe(s) nationale(s) | Supercoupe | Supercoupe | Compétition(s) continentale(s) | Compétition(s) continentale(s) | Compétition(s) continentale(s) | Autres compétitions | Autres compétitions | Autres compétitions | Total | Total |
| Saison                | Club                    | Division              | M.          | B.          | M.                    | B.                    | M.         | B.         | Comp.                          | M.                             | B.                             | Comp.               | M.                  | B.                  | M.    | B.    |
| 2016-2017             | KRC Genk                | Division 1A           | 3           | 0           | 0                     | 0                     | -          | -          | C3                             | 1                              | 0                              | PO2+BE              | 1+0                 | 0+0                 | 5     | 0     |
| 2017-2018             | KRC Genk                | Division 1A           | 2           | 0           | 0                     | 0                     | -          | -          | -                              | -                              | -                              | PO1+BE              | 0+0                 | 0+0                 | 2     | 0     |
| 2018-2019             | KRC Genk                | Division 1A           | 2           | 0           | 1                     | 0                     | -          | -          | C3                             | 3                              | 0                              | PO1                 | 1                   | 0                   | 7     | 0     |
| Sous-total            | Sous-total              | Sous-total            | 7           | 0           | 1                     | 0                     | -          | -          | -                              | 4                              | 0                              | -                   | 2                   | 0                   | 14    | 0     |
| 2019-2020             | Waasland-Beveren (prêt) | Division 1A           | 16          | 0           | 0                     | 0                     | -          | -          | -                              | -                              | -                              | -                   | -                   | -                   | 16    | 0     |
| 2020-2021             | Waasland-Beveren        | Division 1A           | 28          | 0           | 1                     | 0                     | -          | -          | -                              | -                              | -                              | PO3                 | 2                   | 0                   | 31    | 0     |
| 2021-2022             | Waasland-Beveren        | Division 1B           | 26          | 0           | 1                     | 0                     | -          | -          | -                              | -                              | -                              | -                   | -                   | -                   | 27    | 0     |
| Sous-total            | Sous-total              | Sous-total            | 70          | 0           | 2                     | 0                     | -          | -          | -                              | -                              | -                              | -                   | 2                   | 0                   | 74    | 0     |
| 2022-2023             | OH Louvain              | Division 1A           | 0           | 0           | 0                     | 0                     | -          | -          | -                              | -                              | -                              | -                   | -                   | -                   | 0     | 0     |
| 2023-2024             | Club Bruges KV (prêt)   | Division 1A           | 3           | 0           | 1                     | 0                     | -          | -          | C4                             | 4                              | 0                              | PO1                 | 6                   | 0                   | 14    | 0     |
| 2024-2025             | Club Bruges KV          | Division 1A           | 1           | 0           | 6                     | 0                     | 0          | 0          | C1                             | 0                              | 0                              | PO1                 | 6                   | 0                   | 13    | 0     |
| 2025-2026             | Club Bruges KV          | Division 1A           | 3           | 0           | -                     | -                     | 0          | 0          | C1                             | 0                              | 0                              | -                   | -                   | -                   | 3     | 0     |
| Sous-total            | Sous-total              | Sous-total            | 7           | 0           | 7                     | 0                     | 0          | 0          | -                              | 4                              | 0                              | -                   | 12                  | 0                   | 30    | 0     |
| Total sur la carrière | Total sur la carrière   | Total sur la carrière | 84          | 0           | 10                    | 0                     | 0          | 0          | -                              | 8                              | 0                              | -                   | 16                  | 0                   | 118   | 0     |

## Palmarès

### En club
|  |  | KRC Genk - Championnat de Belgique (1) : - Champion : 2019. - Supercoupe de Belgique (1) : - Vainqueur : 2019. |  | Club Bruges KV - Championnat de Belgique (1) : - Champion : 2024. - Vice-champion : 2025. - Coupe de Belgique (1) : - Vainqueur : 2025. - Supercoupe de Belgique (1) : - Vainqueur : 2025. - Finaliste : 2024. |